# Rocío Tábora
Rocío Izabel Tábora Morales (Santa Rosa de Copán, 2 de julio de 1964) es una psicóloga e investigadora hondureña, fue secretaria de Finanzas de Honduras del gobierno de Juan Orlando Hernández.

## Biografía
Es hija de Rigoberto Tábora, carpintero, y de María Trinidad Morales, comerciante. Realizó sus estudios de grado en psicología en la Universidad Nacional Autónoma de Honduras y su posgrado en ciencias sociales en la Universidad Academia de Humanismo Cristiano en Chile. Además, posee un diplomado en teoría política por la Universidad de Chile.
Fue viceministra de presidencia durante el gobierno de Ricardo Maduro. Además, durante un largo periodo de tiempo, trabajó para la Organización de las Naciones Unidas, como coordinadora en distintos programas de políticas públicas del Programa de las Naciones Unidas para el Desarrollo (PNUD).
Cercana a Hernández, el 28 de enero de 2018 fue nombrada secretaria de Finanzas de Honduras, en relevo de Wilfredo Cerrato.

## Publicaciones

### Ensayos
- Fotografía y educación de adultos: algunas reflexiones sobre la comunicación visual (1991).
- Curso popular de introducción a la comunicación (1991).
- Democratizando la vida: la propuesta metodológica de las mujeres del PAEM (1992).
- Manifestaciones de conciencia autoritaria en miembros plenos de grupos religiosos sectarios de zona urbana pobre (1992).
- Masculinidad y violencia en la cultura política hondureña (1995).
- Cultura desnuda: apuntes sobre género, subjetividad y política (1999).
- Desde nuestros cuerpos hacia una lectura de la política, la democracia y la sexualidad en Centroamérica (2001).
- Leviatán Herido reflexiones sobre el poder, el estado y la ciudadanía (2007).

### Cuentos
- Guardarropa (1999).
- Cosas que rozan (2001).